# Шидлівська Гребля
Шидлівська Гребля — колишнє село сільської ради Ічнянського району Чернігівської області.

## Стислі відомості
Станом на 1750 рік входило до складу Остерської сотні — як Шидловська Гребля; нараховувалося 13 хат. Згадується в Генеральному описі Лівобережної України 1765—1769 років як Шидлівські Греблі.
Входило до складу Ічнянського району.
В часі Голодомору 1932—1933 років від нелюдської смерті помирали люди — встановлено смерть 4 мешканців.
Зняте з обліку 1958 року.